# Trigenicus
Trigenicus es un género extinto de los artiodáctilos, de la familia Protoceratidae, endémico de América del Norte en el Eoceno, que vivió entre 37.2—33.9 millones de años, durante alrededor de 3.3 M.a.

## Taxonomía
Trigenicus fue nombrado por Douglass en 1903 y erróneamente relacionado con Leptotragulus por Tabrum y Nichols en 2001, con la oposición de Storer en 1996. Fue asignado a Protoceratidae por Douglass en 1903 y Prothero en 1998.

## Morfología
Trigenicus se asemejaba a los ciervos actuales, aunque están más estrechamente emparentados con los camélidos. Poseían cuernos en los lugares típicos además de cuernos faciales adicionales que se localizaban por encima de la cavidad orbitaria.

### Masa corporal
Un solo espécimen de Trigenicus fue examinado por M. Mendoza, C. M. Janis y P. Palmqvist según su masa corporal. El peso del espécimen fue:
- Espécimen 1: 39,9 kg (88,0 lb)

## Distribución fósil
Sus fósiles se han encontrado en: 
- Toadstool Park, Formación Chadron, Condado de Sioux, Nebraska.
- Peanut Peak, Formación Chadron, Condado de Shannon, Dakota del Sur.
- Little Spring Gulch, Formación Cook Ranch, Condado de Beaverhead, Montana.
- Carnagh, Formación Cypress Hills, Saskatchewan.